# 小笠原忠知
小笠原 忠知（おがさわら ただとも）は、江戸時代前期の旗本・大名。豊後国杵築藩主、三河国吉田藩初代藩主。官位は従五位下・壱岐守。忠知系小笠原家初代。

## 生涯
信濃国松本藩主・小笠原秀政の3男として誕生。幼名は虎松丸。
慶長15年（1614年）から寛永8年（1631年）まで旗本として信濃高井郡5000石に入封した。寛永2年（1625年）に書院番頭、翌年12月に大番頭、寛永9年（1632年）4月には奏者番となった。同年9月、兄の忠真が豊前国小倉藩主になったとき、杵築に4万石を与えられ大名に列した。以後、竹中重義改易時の府内藩在番、寛永14年（1637年）の島原の乱出陣と島原城在番などで功を挙げた。藩政においても植林政策に功を挙げている。
正保2年（1645年）7月14日、5,000石加増の上で三河吉田に加増移封された。侘び茶を求め「茶の湯」の千家を再興させた千宗旦を招請したが、明暦元年（1655年）、高齢の宗旦に代わって遣わされた「千宗旦四天王」と言われる高弟で後に茶道宗徧流を興した山田宗徧を小笠原家に召し抱える。
三河吉田藩主時代、豊橋向山の大池を郡代長谷川太郎左衛門に掘削させ、この大池より水を引いて吉田城の惣濠（外堀）を水堀にした。その水は堀を通り、豊橋吉田方地区の灌漑用にも用いたと言う。
寛文3年（1663年）7月29日、65歳で死去し、跡を長男・長矩が継いだ。法号は一峰定水天真院。墓所は豊橋市の臨済寺。

## 系譜
父母
- 小笠原秀政（父）
- 登久姫 ー 松平信康の長女（母）

正室
- 多賀光定の娘（-寛永11(1634)年10月8日）：法名は法源院殿了仙日心尊尼。養徳寺（大分県杵築市）と幸龍寺_(世田谷区)に墓所あり[1]

子女
- 小笠原長矩（長男）生母は正室
- 小笠原長敦（次男）生母は正室
- 小笠原長定[2]（三男）
- 小笠原長秋[3]（四男）
- 小笠原長一